# Fernando Reinares Nestares

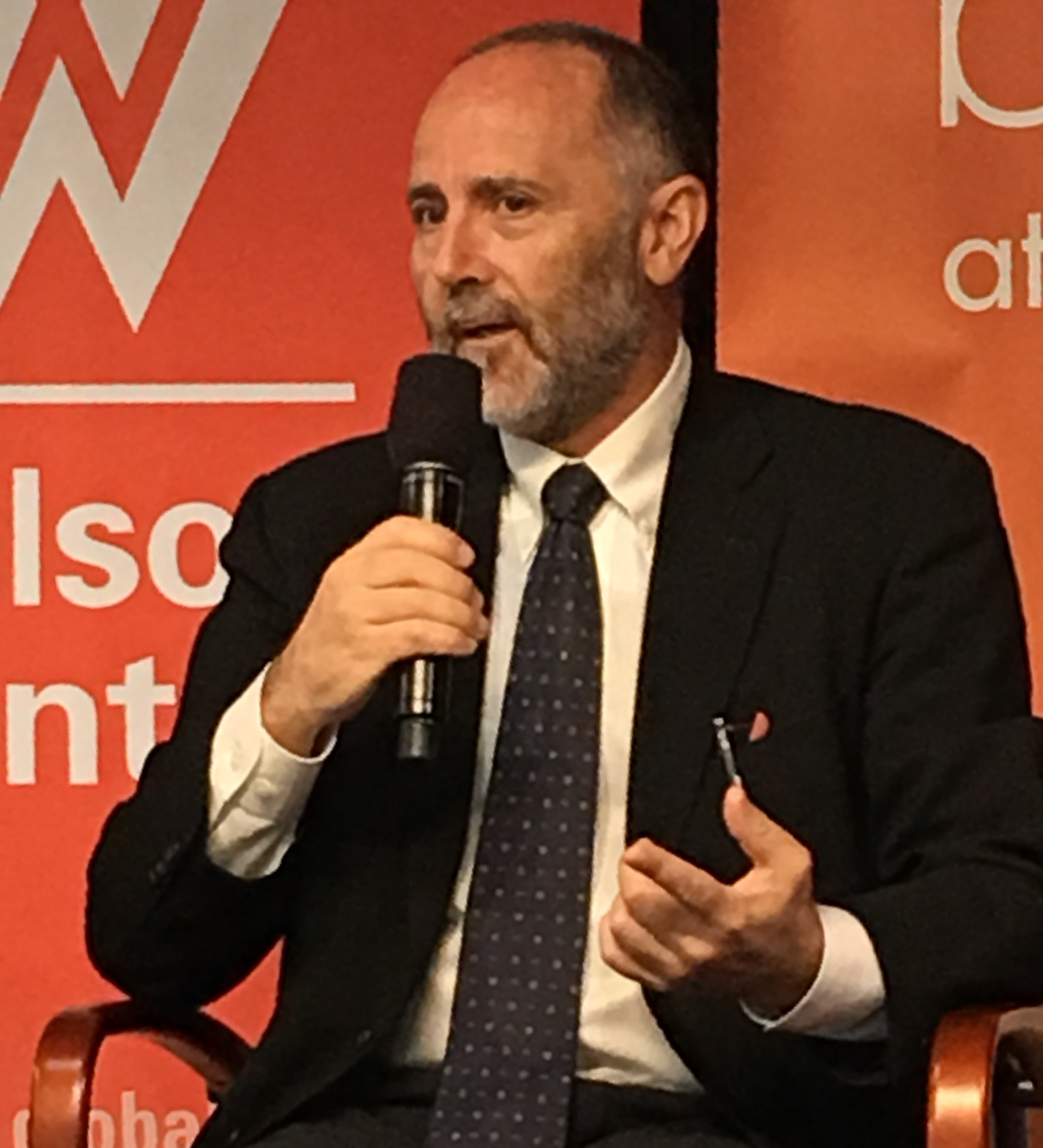
Fernando Reinares

Fernando Reinares Nestares (Logroño, 13 de septiembre de 1960) es un politólogo, escritor y profesor de universidad español, experto en terrorismo y radicalización violenta. Su vida profesional se ha centrado en el estudio de estos fenómenos, desde ETA hasta el terrorismo yihadista de Al Qaeda y Estado Islámico. Cabe destacar, además, su investigación sobre los atentados del 11 de marzo de 2004, quién estuvo detrás y por qué se atentó en España.

## Biografía
Catedrático de Ciencia Política y Estudios de Seguridad en la Universidad Rey Juan Carlos de Madrid. Entre otros cargos académicos es investigador principal y director del Programa sobre Radicalización Violenta y Terrorismo Global del Real Instituto Elcano, profesor adjunto de Estudios de Seguridad en la Universidad de Georgetown (Washington D. C.), Wilson Center Global Fellow (Washington D. C.). e investigador asociado en Radicalización y Terrorismo Internacional del Istituto per gli Studi di Political Internationale (ISPI) de Milán. Pertenece a la relación de expertos en prevención del terrorismo de Naciones Unidas. Fue asesor para asuntos de política antiterrorista del Ministerio del Interior entre 2004 y 2006, tras los atentados del 11 de marzo de 2004, y ha sido el  primer presidente del Grupo de Expertos en Radicalización Violenta de la Comisión Europea.

## Obras
- Reinares (1998). Terrorismo y antiterrorismo. Paidos Ibérica. ISBN 9788449306327.
- Reinares (2000). European Democracies Against Terrorism: Governmental Policies and Intergovernmental Cooperation (Onati International Series in Law and Society) (en inglés). Ashgate Publishing Limited. ISBN 978-0754620150.
- Reinares (2001). Patriotas de la Muerte. Quiénes han militado en ETA y por qué. TAURUS; Edición: 006 (18 de enero de 2020). ISBN 978-8430608249.
- Reinares (2003). Terrorismo Global. Penguin Random House Grupo USA,. ISBN 9788430604814.
- Reinares (2014). ¡Matadlos! Quién estuvo detrás del 11-M y por qué se atentó en España. Galaxia Gutenberg. ISBN 9788416072002.
- Fernando Reinares y Charles T. Powell (2008). Las democracias occidentales frente al terrorismo global,. Ariel. ISBN 9788434400054.
- Fernando Reinares y Hans Leyendecker. Terrorismus Global. Aktionsfeld Europa, (en alemán, Español). Europäische Verlagsanstalt. ISBN 978-3434505860.
- Fernando Reinares y Antonio Elorza (2004). El nuevo terrorismo islamista: del 11-S al 11-M. Temas de Hoy. ISBN 9788484603733.
- Bruce Hoffman y Fernando Reinares (2014). The Evolution of the Global Terrorist Threat: From 9/11 to Osama Bin Laden's Death (en inglés). Columbia University Press. ISBN 9780231537438.
- Fernando Reinares y Carola García-Calvo (2016).  Real Instituto Elcano, ed. Estado Islámico en España. ISBN 978-84-92983-10-0.
- Reinares (2017). Al-Qaeda's Revenge: The 2004 Madrid Train Bombings (en inglés). Columbia University Press. ISBN 9780231801409.
- Fernando Reinares, Carola García Calvo y Álvaro Vicente (2019).  Real Instituto Elcano, ed. Yihadismo y Yihadistas en España. ISBN 978-84-92983-17-9.
- Fernando Reinares (2021). 11-M La venganza de Al Qaeda. Galaxia Gutenberg. ISBN 978-84-17971-70-0.

- Fernando  Reinares (2024) 11-M Pudo Evitarse. Galaxia Gutenberg. ISBN  978-84-10107-42-7

## Premios y reconocimientos
- Premio Justicia y Paz, 1984.[9]
- Premio Excelencia en la Rioja, 2001.[10]
- Cruz al Mérito Militar en 2009.[11]
- Cruz al Mérito Policial en 2012.[11]
- Premio a la Excelencia investigadora, URJC 2015.[12]
- Riojano Ilustre, 2016.[13]
- Premio Ateneo Riojano de las letras en categoría de Ensayo en 2022[14]
- Premio por la Memoria y por la Paz 2022 otorgado por la Asociación 11M afectados del Terrorismo.
- Premio nacional de Criminología 2022 Rafael Salillas